# 阿揚-邁斯基區

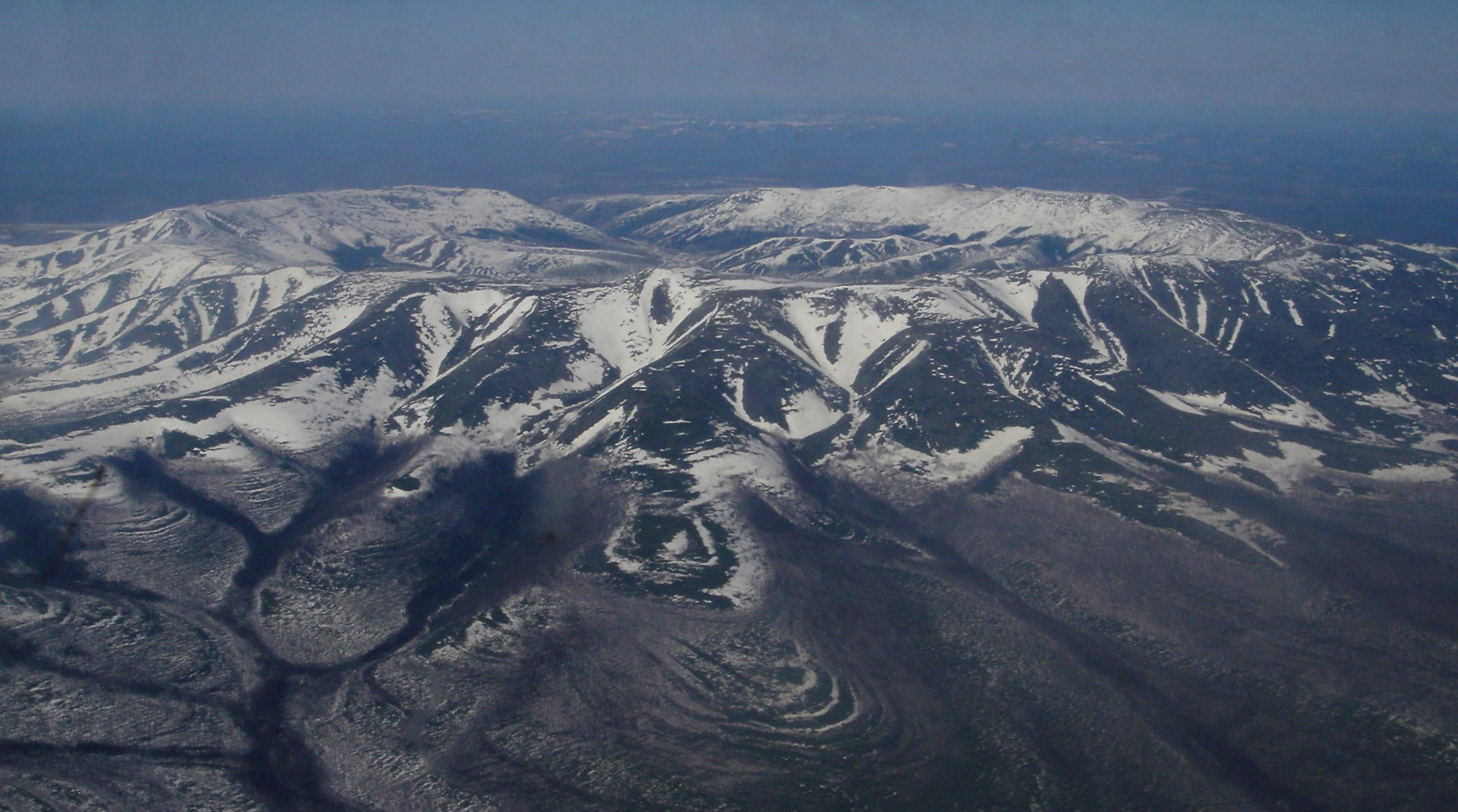

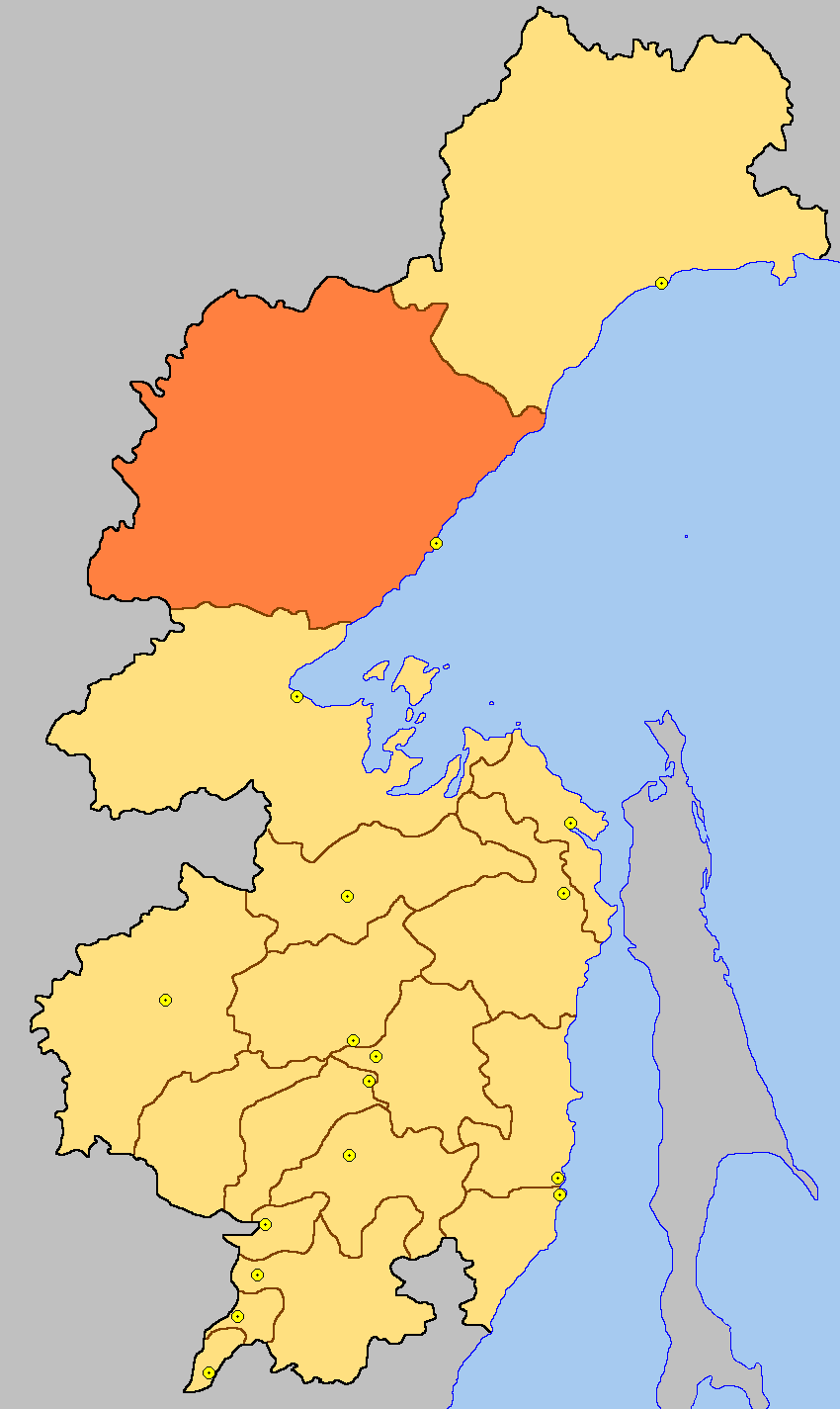
阿揚-邁斯基區在哈巴羅夫斯克邊疆區的位置以橙色標示

57°30′N 136°00′E / 57.500°N 136.000°E
阿揚-邁斯基區（俄语：Аяно-Майский район），是俄羅斯的一個區，位於該國東部，由哈巴羅夫斯克邊疆區負責管轄，面積167,200平方公里，2010年人口2,292，人口密度每平方公里0.01人。